# Sknerus
Sknerus (ang. Greedy) – amerykańska komedia z 1994 roku w reżyserii Jonathana Lynna.

## Opis fabuły
Frank, Carl, Glen i Patti są bratankami poruszającego się na wózku inwalidzkim sędziwego milionera Joego McTeague’a i z niecierpliwością czekają na moment, gdy odziedziczą po nim majątek. Podczas uroczystego obiadu w posiadłości Joego każdy z jego krewnych chce mu się przypodobać, próbując pogrążyć resztę, mimo że po cichu wszyscy go nienawidzą. Spadkobiercy wpadają w panikę, gdy u boku milionera pojawia się młoda, angielska pielęgniarka Molly.
Wynajęta przez rodzinę prywatna detektyw Laura Densmore odkrywa, że Molly poznała Joego, pracując w pizzerii i jest prawdopodobnie jego kochanką. Spadkobiercy są przerażeni myślą, że to Molly odziedziczy majątek, a nie oni. Mają świadomość, że w oczach Joego są chciwi na jego pieniądze i nie uda im się im go przekonać o zamiarach Molly. Zlecają Laurze odnalezienie kuzyna Daniela McTeague’a, który jako jedyny z rodziny powiedział Joemu, co tak naprawdę o nim myśli.
Syn Daniela – Danny – próbuje sił w byciu profesjonalnym bowlerem, by zapewnić godne życie sobie i swej narzeczonej Robin. Po przegranej w turnieju w bowlingu załamuje się, dopóki nie pojawia się Laura i chce się wypytać, gdzie aktualnie znajduje się jego ojciec. Danny mówi, że Daniel zerwał kontakt z rodziną, zniesmaczony ich chciwością, i wyruszył do Ameryki Południowej wspierać potrzebujących. Laura proponuje mu, by to on przemówił Joemu do rozsądku, jednak Danny odmawia, nie chcąc stać się taki jak reszta rodziny. Danny zwierza się Robin, że Joe był dla niego serdeczny i zaszczepił miłość do kręgli i za jej radą decyduje się go odwiedzić.
Joe niechętnie obchodzi urodziny z rodziną. Jako prezent przedstawiają mu Danny’ego, jedynego krewnego, którego szczerze lubił. Na boku Joe pyta się Danny’ego, czemu spadkobiercy go przysłali i zwierza się, że Molly dla niego jest więcej niż pielęgniarką. Joe zaprasza Robin do siebie i oferuje im pomoc finansową w otwarciu kręgielni pod warunkiem sprzymierzenia się przeciw Danielowi. Zniesmaczony Danny odchodzi z Robin. Frank, Glen, Carl i Patti są przekonani, że to Molly stoi za odejściem Danny’ego, dlatego konfrontują ją w nocy i grożą jej śmiercią. Molly zaprzecza bycia kochanką Joego i domyśla się, że Danny był częścią ich planu celem zdobycia fortuny Joego.
Danny odwiedza Joego w jego firmie skupującej złom. Ten mówi mu, że chciał sprawdzić, czy Danny nie przybył do niego wyłącznie dla pieniędzy i przeprasza za propozycję. Podczas wykonania telefonu Joe dowiaduje się, że jedna firma transportująca metale nie istnieje już od 25 lat. Obawiając się, że wytoczony zostanie mu proces i trafi do przytułku pod zarzutem niewydolności umysłowej, zwierza się Danny’emu, że za radą adwokata planuje przekazać jednej osobie swój majątek teraz, nim jego stan się pogorszy. Tą osobą ma być Molly.
Danny mówi Robin, że wprowadza się do Joego, chcąc mieć go na oku. Uważa, że Joe zwariował, chcąc przekazać majątek Molly. Po przeprowadzce uradowany Joe spędza czas z Dannym. Joe zwierza się Molly z rady adwokata, jednak mówi jej, że to Danny’emu planuje przekazać majątek. Molly jest sceptyczna i sugeruje, że Danny odwiedził go po latach rozłąki tylko dla pieniędzy. Molly zarzuca Danny’emu współpracę z resztą spadkobierców i mówi mu, że ci grozili jej. Zaskoczony Danny chce to skonfrontować ze spadkobiercami, ci jednak zaprzeczają i mówią, że było na odwrót.
Patti namawia resztę na ubezwłasnowolnienie Joego i umieszczenie go w przytułku. Reszta spadkobierców zmusza Danny’ego do ewentualnego potwierdzenia pogłosek o coraz gorzej idącym biznesie Joego. Widząc krztuszącego się Joego, oskarżają Molly o próbę morderstwa. Mężczyzna staje w obronie ukochanej, po czym oznajmia enigmatycznie o podjęciu decyzji. Danny, myśląc, że chodzi o majątek, próbuje naśladować Jimmy’ego Durante, co uwielbiał robić w dzieciństwie wraz z Joem, i tym zaskarbia sobie jego serce. Robin nie wierzy w zapewnienia Danny’ego, że zrobił to w trosce o Joego przed ograbieniem go przez Molly i odjeżdża.
Danny dowiedziawszy się, że Joe i Molly bez zapowiedzi wyjechali do Waszyngtonu, podąża za nimi, chcąc dostarczyć leki Joemu. Po trudnościach odnajduje pokój, w którym Joe przebywa. Joe pyta się go, czy Molly by go lubiła, jakby był biedny i jest zdania, że nie zdecydowała się z nim przespać, bo jest w rzeczywistości dobrą osobą. Opowiada Danny’emu, jak go matka porzuciła jego i brata jako dzieci i uważa, że nikt w życiu go nie kochał. Danny oznajmia mu, że on go kocha. Po powrocie Robin dowiaduje się, że Joe planuje pozbyć się Molly i Danny będzie odpowiedzialny za Joego. Gdy mówi też, że nie da nic kuzynom, ci podsłuchujący pod drzwiami wparowują i oskarżają go o zdradę. Wkrótce przybywa Molly, która uważa, że Danny jest gorszy od kuzynów, bo chce wziąć majątek Joego póki żyje. Molly chcąc się pozbyć Danny’ego zamierza się przespać z Joem.
Gdy Joe i Molly planują uprawiać ze sobą seks, niespodziewanie zjawia się Daniel, który przyjechał na prośbę Danny’ego. Daniel widząc, że nic się nie zmieniło chce opuścić dom, jednak wdaje się w pyskówkę z Dannym, który oznajmia, że to Joe bardziej się o niego troszczył. Podsłuchująca kłótnię Molly mając wyrzuty sumienia, decyduje się odejść z życia Joego, prosząc Danny’ego o troskę nad nim. Robin chce pocieszyć Danny’ego z powodu kłótni z ojcem, jednak Danny oznajmia, że to był tak naprawdę wynajęty przez niego aktor. Robin oburzona coraz gorszym zachowaniem Danny’ego traci do niego szacunek.
Podczas wizyty u adwokata Joe jest gotów oddać cały majątek Danny’emu, jednak nagle wpadają Carl, Glen, Frank i Patti z prawdziwym Danielem. Po konfrontacji do Danny’ego  dociera, że stał się tak samo chciwy jak reszta jego krewnych. Wykorzystują to inni spadkobiercy grożąc Joemu, że jak nie dostaną spadku, to go pogrążą. Joe się zgadza. Okazuje się, że Joe w rzeczywistości jest zadłużonym bankrutem i straci swoją rezydencję. Spadkobiercy nie mogą się z tym pogodzić i prowadzi to do bójki pomiędzy Dannym a Frankiem. Reszta spadkobierców skacze sobie do gardła, dopóki nie wyprasza ich ochrona. Joe mówi, że zaplanował to, by sprawdzić, kto z jego rodziny go kocha. Danny czując się oszukany oznajmia mu, że nikt i odchodzi.
Danny godzi się z Robin i nie wie, że co ma myśleć o Joem. Ostatecznie przyjeżdża do zlicytowanej rezydencji i próbuje dowiedzieć się od kamerdynera Douglasa, gdzie jest Joe. W końcu odnajduje go w szpitalu okręgowym. Danny przygarnia Joego do siebie. Joemu nie podoba się mieszkanie i każe wyjrzeć przez okno. Czekają na niego Molly i Douglas z limuzyną. Okazuje się, że Joe od początku przejrzał fortel Danny’ego i jego bankructwo było na pokaz i odnalazł Molly, by wznowić z nią przyjaźń. Proponuje jemu i Robin zamieszkanie u niego. Jednak Danny oświadcza Joemu, że zamieszka z nim tylko wtedy gdy ten przestanie kłamać. Joe zgadza się po czym wstaje z wózka inwalidzkiego ku szoku Danny’ego i Robin.

## Obsada
- Kirk Douglas – Joe McTeague
- Michael J. Fox – Daniel „Danny” McTeague Jr.
- Nancy Travis – Robin Hunter
- Olivia d’Abo – Molly Richardson
- Phil Hartman – Frank McTeaue
- Ed Begley Jr. – Carl McTeague
- Jere Burns – Glen McTeague
- Colleen Camp – Patti Ault z d. McTeague
- Jonathan Lynn – Douglas
- Khandi Alexander – Laura Densmore
- Francis X. McCarthy – Daniel McTeague Sr.
- Tom Mason – fałszywy Daniel McTeague Sr.
- Siobhan Fallon Hogan – Tina McTeague
- Mary Ellen Trainor – Nora McTeague
- Joyce Hyser – Muriel McTeague
- Bob Balaban – Ed Ault
- Sean Babb – Dennis McTeague
- Adam Hendershott – Joseph „Duży Joe” McTeague
- Eric Lloyd – Jonas „Mały Joe” McTeague
- Kirsten Dunst – Jolene Ault
- Lisa Bradley – Joette Ault
- Rita Gomez – Yolanda
- Kevin McCarthy – Barlett